# 모리스 자르
모리스 자르(Maurice Jarre, 1924년 9월 13일 ~ 2009년 3월 29일)는 프랑스 출신의 바이올린 연주자, 퍼커션 연주자, 기타 연주가, 작곡가, 지휘자이다. 《아라비아의 로렌스》(1962), 《닥터 지바고》(1965), 《인도로 가는 길》(1984), 《사랑과 영혼》(1990) 등 영화 음악을 작곡한 것으로 잘 알려져 있다.

## 유산
그의 유산 상속은 논란을 불러일으켰다. 마지막 유언은 전 재산과 저작권을 과부에게 남기고 세 자녀에게 사실상 상속을 하지 않는 것이었다. 그는 수십 년 동안 미국 거주자였기 때문에 캘리포니아 법에 의존하였고, 프랑스와 달리 캘리포니아에서는 가족 신탁을 설정하고 유산을 자유롭게 분할할 수 있었다. 그의 자녀들은 유보된 유산을 받으려고 그의 유언을 뒤집으려는 시도를 하였다. 그의 마지막 아내는 프랑스 음악저작권협회(SACEM)가 보유한 권리를 주장하였다.
2017년 파기원은 미셸 콜롱비에(Michel Colombier)의 유사한 사건과 병행하여 2014년 고등법원의 판결을 확정하고 신탁관리인 푸이 퐁 콩(Fui Fong Khong)에게 유류분에 대한 독점권을 부여하였다. 판사들은 1819년 선취상속권이 불평등하다는 이유로 2011년부터 위헌으로 선언되었고, 유류분의 부재가 프랑스 국제 공공질서에 위배되지 않으며 원고들이 불안정한 재정 상황에 처하지 않았다고 주장하였다. 2024년 유럽인권재판소는 파기원의 손을 들어주는 판결을 내렸다.

## 가짜 뉴스
모리스 자르의 사망 뒤, 그의 명언으로 "사람들은 나의 삶 자체가 하나의 긴 사운드트랙이었다고 얘기할 것이다. 음악은 내 삶이었고 인생의 활력소였으며, 사람들은 내 음악으로써 나를 기억할 것이다"라는 문구가 있었다는 내용이 영어 위키백과에 등재되었다. (당시 기여분) 그러나 이 문장은 아일랜드의 더블린대 학생 셰인 피츠제럴드가 창작한 문구였으며, 여러 유저들이 3번의 출처 요구 시도 및 문구 삭제를 했음에도 수많은 언론사를 통해 인용되었다. 셰인 피츠제럴드는 이후 "위키피디아는 통과. 언론은 낙제" 라고 말하며 디지털 시대를 사는 사람들이 무분별한 정보를 받아들이는 것을 보여주기 위해 이 글을 작성했다고 밝혔다. 그 후 "내가 나서지 않았으면 100% 모리스 자르의 명언으로 남겨졌을 것"이라고 하였다. 오스트레일리아와 영국, 인도 등의 나라에서 이런 피해를 보게 되었고, 수많은 블로그 등으로 확산되었다. 영국 일간지 가디언은 독자란 편집자 칼럼에서 위키백과에 실린 허위 정보를 인용해 기사로 낸것을 인정하고 사과하였지만, 정작 피츠제럴드는 "인터넷 정보를 검증하지 않은 실수를 인정하기는커녕 오히려 나를 오보의 근원으로 지목하며 비난하기에만 급급하다"고 하며 수많은 블로거와 언론을 비난했다. 그의 정보가 거짓으로 밝혀졌음에도 가짜 인용문은 전 세계로 퍼지게 되었다.
이 사건은 "최근 언론의 무분별함을 폭로했다"라는 주장과 "전 세계에 가짜 뉴스를 만들어 퍼뜨리게 된 것은 잘못되었다"파로 나누어지고 토론되고 있으며, 헨리크 바투타 사건과 함께 종종 회자되곤 한다.

## 작곡 목록

### 영화
- 위트니스 (1985)